# Соколовський Юрій Васильович
Соколовський Юрій Васильович (нар. 11 квітня 1995, с. Курівці Зборівського району Тернопільської області) — український футболіст, півзахисник ФК «Тернопіль».

## Клубна кар'єра
Перші тренери — Василь Івегеш, Анатолій Назаренко.